# Latouchia batuensis
Latouchia batuensis är en spindelart som beskrevs av Roewer 1962. Latouchia batuensis ingår i släktet Latouchia och familjen Ctenizidae. Inga underarter finns listade i Catalogue of Life.